# Clotilde von Derp

Clotilde von Derp, 1912. Foto von Rudolf Dührkoop und Minya Diez-Dührkoop

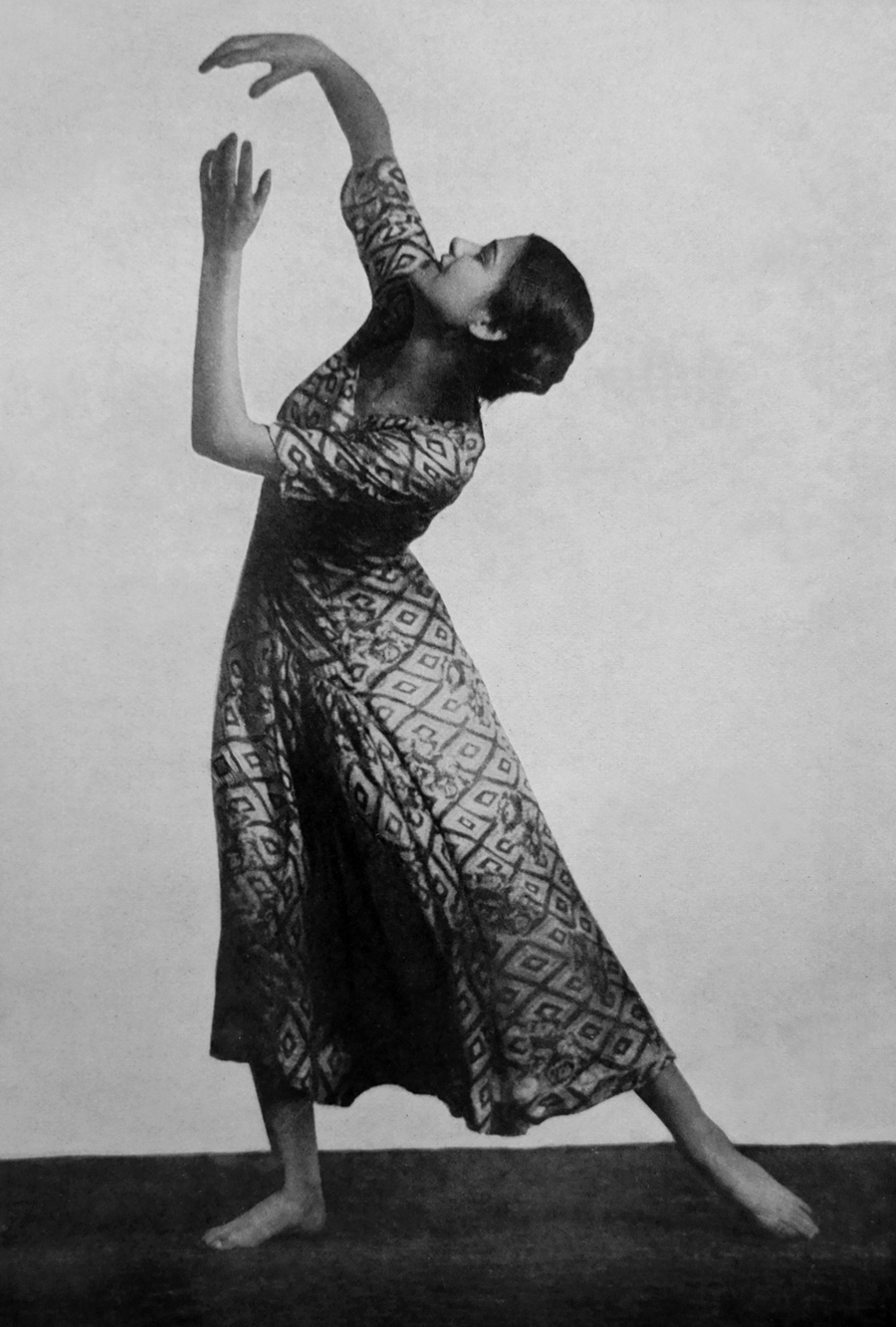
Fotografie von Hugo Erfurth, 1928

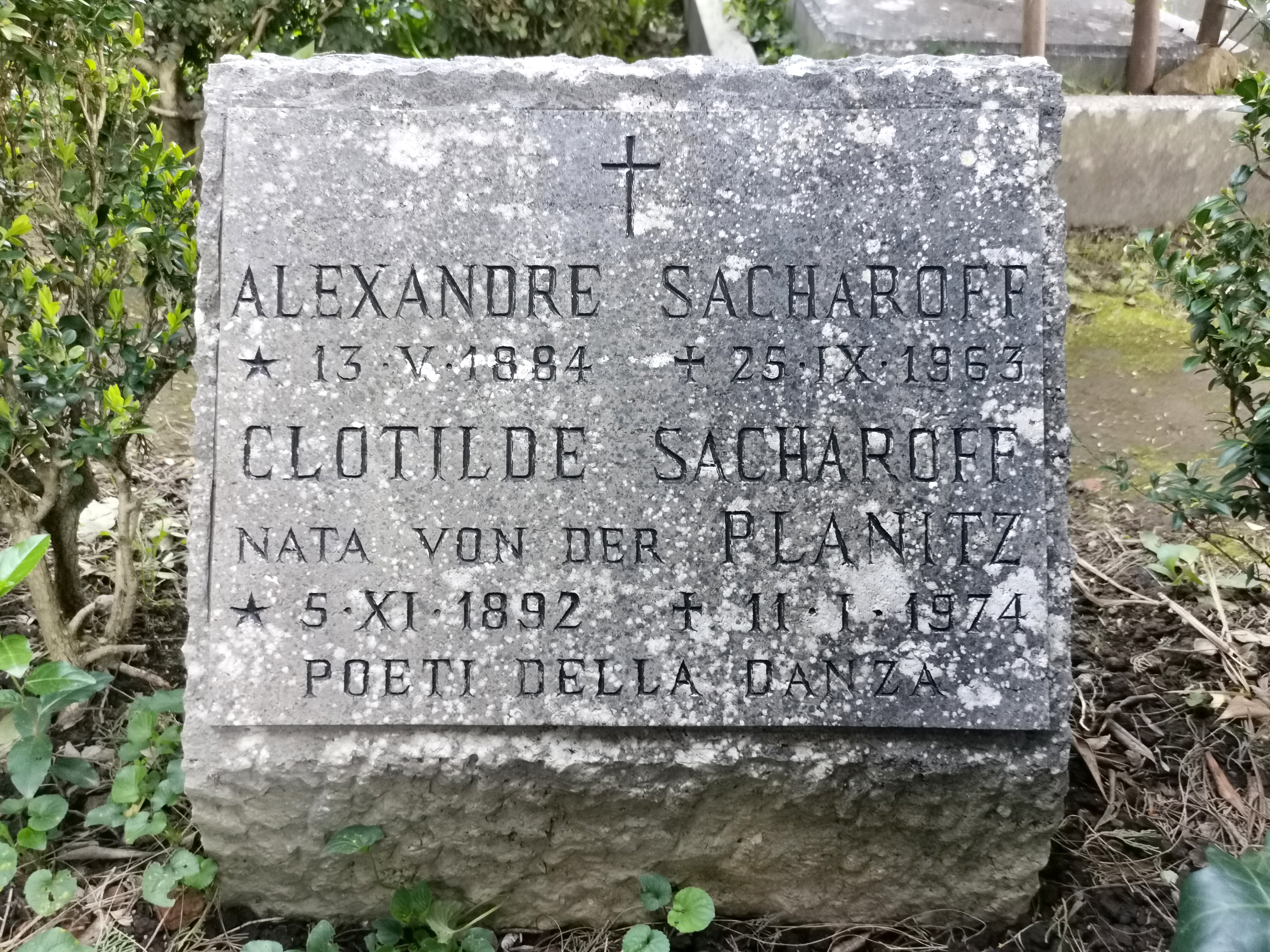
Grab der Eheleute auf dem Nichtkatholischen (Protestantischen) Friedhof Rom

Clotilde von Derp (Künstlername), geboren als Clotilde Margarete Anna Edle von der Planitz (* 5. November 1892 in Berlin; † 11. Januar 1974 in Rom), war eine deutsche Tänzerin von internationaler Berühmtheit und eine frühe Repräsentantin des modernen Tanzes (Ausdruckstanz).

## Familie
Clotilde von Planitz entstammte einem alten vogtländischen Adelsgeschlecht und war die Tochter des preußischen Majors Hans Edler von der Planitz (1863–1932) aus Berlin und der Margarete von Muschwitz (1868–1955).
Sie heiratete am 25. Januar 1919 in Zürich (Schweiz) den Kunstmaler, Tänzer und Choreografen Alexander Sacharoff. Trauzeugin war die Kunstmalerin Marianne von Werefkin. Man sprach von einer „Zweckehe“.

## Leben
Derp wurde zwar in Berlin geboren, zog aber nach der Trennung ihrer Eltern im Jahr 1900 mit Mutter und Schwester nach München. Dort betrieb die Mutter in neu-schwabinger Lebensform ein Musikinstitut für Kinder.
Derp, auf diese Weise von klein auf musisch erzogen, entwickelte ihre Vorliebe für Musik und Tanz und trat ab 1909 öffentlich bei Tanzveranstaltungen auf. Im Münchner Kunstkreis aufgewachsen, arbeitete sie auch als Modell für Bildhauer wie Wilhelm Krieger, Maler und Fotografen. Ab etwa 1910 wurde sie als wohl erste „moderne“ Tänzerin vom Publikum umjubelt. „Diese Clothilde ist endlich einmal eine Tänzerin, die völlig eigenes Erleben formt, die sich von keinerlei historischem Kostüm gängeln lässt, die aus dem Reichtum ihres kleinen Herzens eine neue Welt entfaltet“, schrieb Rudolf von Delius im Jahr 1910.
Anmut und Natürlichkeit bestimmten ihren tänzerischen Ausdruck. Sie galt als eine Tänzerin von „unübertroffener Eigenart“ (Münchner Neueste Nachrichten, 1912). „Zweifellos sind sie für mich die erste Tänzerin Deutschlands“, schrieb ihr später der Bildhauer Georg Kolbe im Jahr 1916. Auch der Lyriker Rainer Maria Rilke gehörte zu ihren Verehrern.
Auf dem Münchener Presseball 1913 begegnete sie zum ersten Mal ihrem späteren Ehemann Sacharoff, mit dem sie fortan zusammenarbeitete. Sie tanzten als Paar, aber auch weiterhin als Solisten, und galten als Vorreiter des Modernen Tanzes. Während ihrer Mitarbeit in der Neuen Künstlervereinigung München, gewissermaßen ein künstlerisches „Netzwerk“ bedeutender Künstler der damaligen Zeit, entwickelten sie gemeinsam Programme, die sie intensiv mit ihren Freunden, Künstlern aus dem Umfeld des Blauen Reiters, diskutierten und weiterentwickelten. Ihre internationale Karriere war nicht mehr aufzuhalten, wozu u. a. auch Auftritte in Paris, London und Monaco gehörten. Doch erst 1919 heiratete sie Sacharoff aus Anlass einer bevorstehenden Amerika-Tournee.
Mit anderen Stars der europäischen und amerikanischen Tanz-Avantgarde arbeitete das Ehepaar ab 1938 in Buenos Aires, damals Anziehungspunkt für Repräsentanten des Modernen Tanzes aus der Alten und Neuen Welt.
Nach ihrer Abschiedsvorstellung im Jahr 1954 in Rom, wo beide in den späteren Jahren bis zum Tod lebten, war das Ehepaar nur noch als Lehrer in ihrem Fach tätig, geriet aber zunehmend in Vergessenheit.